# Acropyga urichi
Acropyga urichi é uma espécie de formiga do gênero Acropyga, pertencente à subfamília Formicinae.